# Jozef Bátora
Jozef Bátora (Néved, 1950. június 21.) szlovák régész.

## Élete
1973-ban a pozsonyi Comenius Egyetemen végzett régésze szakon. 1976-ban ugyanott kisdoktori fokozatot szerzett. 1982-ben tudományok kandidátusa lett a nyitrai Régészeti Intézetben. A brünni Masaryk Egyetemen habilitált 2000-ben (docens). 2001-ben tudományok doktora lett Nyitrán. 2003-ban a Masaryk Egyetemen szerzett professzori titulust.
A nyitrai Régészeti Intézet munkatársa és a Comenius Egyetem (tanszékvezető) oktatója (1977-2002, 2007-2020 között). A Bécsi Egyetem (1999, 2004) és a Masaryk Egyetem (2001-2006) vendégoktatója volt.
Felesége nyelvész, író, oktató. 2 gyermekük van.

## Művei
- 1988 Od kamennej sekery po atómový reaktor. Nitra
- 1993 Nevidzany 1113 – 1993 : publikácia k 880 výročiu obce. Nitra (tsz. Strieška, Ján)
- 1996 Šperk a súčasti odevu. Nitra (tsz.)
- 2000 Das Gräberfeld von Jelšovce. Ein Beitrag zur Frühbronzezeit im nordwestlichen Karpatenbecken
- 2006 Štúdie ku komunikácii medzi strednou a východnou Európou v dobe bronzovej. Bratislava
- 2008 Fidvár bei Vráble – Eine befestigte Zentralsiedlung der Frühbronzezeit in der Slowakei. In: Defensive structures from Central Europe to the Aegean in the 3rd and 2nd millenium BC. Poznań – Bonn, 97–107. (tsz. Eitel, B. – Falkenstein, F. – Rassmann, K.)
- 2009 Fidvár bei Vráble (Kr. Nitra, Südwestslowakei). Untersuchungen auf einem äneolithisch-frühbronzezeitlichen Siedlungshügel. Germania 87, 1–21. (tsz.)
- 2009 Čifáre – 1209–2009. Čifáre (tsz.)
- 2012 The rise and decline of the Early Bronze Age settlement Fidvár near Vráble, Slovakia. In Collapse or continuity? Environment and development of Bronze Age human landscapes. Bonn, 111–129. (tsz.)
- 2013 The Early Bronze Age settlement of Fidvár, Vráble (Slovakia) – Reconstructing prehistoric settlement patterns using portable XRF. Journal of archaeological science 40/7, 2942-2960. (tsz.)
- 2013 Archeologický výskum na Fidvári vo Vrábľoch. In: Teória a prax vo vedách o spoločnosti a kultúre (tsz. Tóth P.)
- 2014 Vráble-Veľké Lehemby – Eine Siedlungsgruppe der Linearkeramik in der Südwestslowakei. Slovenská archeológia LXII/2, 227-266. (tsz.)
- 2015 Centrálne sídlisko zo staršej doby bronzovej vo Vrábľoch. In: Bátora, J. – Tóth, P. (ed.): Keď bronz vystriedal meď. Bratislava – Nitra (tsz.)
- 2016 Výsledky prospekcie v povodí rieky Žitava. Študijné zvesti 60. (tsz.)
- 2016 Súčasný stav poznania Kultúry zvoncovitých pohárov na juhozápadnom Slovensku. Musaica Archaeologica 1, 129-154. (tsz. Peter Tóth)
- 2017 Vráble-Fidvár – centrálne sídlisko európskeho významu. Osídlenie zo staršej doby bronzovej. Studia Historica Nitriensia 21 – supplementum, 19-33. (tsz.)
- 2018 Tracing Taphonomic Processes. Multiple Layer Analysis of Ceramic Distribution from Surface Collection and Excavation at the Early Bronze Age Settlement of Vráble-Fidvár. Slovenská archeológia LXVI-2. (tsz.)
- 2019 Bojisko pri Veľkých Vozokanoch – poznatky a perspektívy ďalšieho výskumu. Archaeologia historica 44/2, 677-697. (tsz. Drozd, D.)